# 詹同
詹同（？—？），字同文，初名詹書，婺源（今属江西）人，元末明初政治人物。
其幼年聰慧，至中年間，任郴州學正。后因兵亂，從仕于陳友諒，擔任翰林學士承旨。后朱元璋攻下武昌，召其為國子博士，賜名同。后升任考功郎中。洪武元年，其與侍御史文原吉、起居注魏觀等到地方考察尋求賢才，歸還后升任翰林直學士，再升侍讀學士。
洪武四年，升任吏部尚書。兩年后兼任學士承旨，編寫《皇明寶訓》，后去世。其子詹徽，任吏部尚书加太子少保。